# Mr. Probz

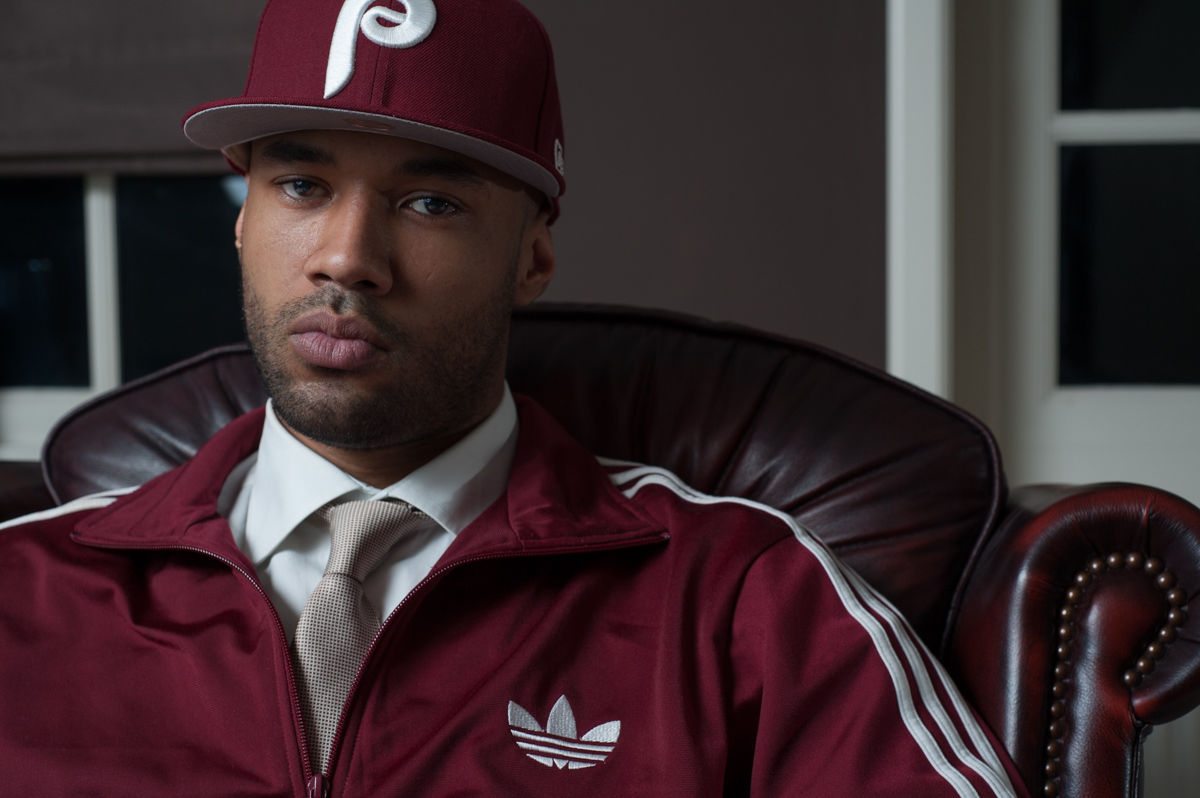
Mr Probz

Dennis Princewell Stehr, född 15 maj 1984 i Zoetermeer, Nederländerna, bättre känd för sitt artistnamn Mr. Probz, är en nederländsk sångare och låtskrivare, rappare, producent och skådespelare. Han är känd för sina raps, sånger och körer på både nederländska och engelska. År 2013 släppte han låten "Waves", som sedan blev remixad 2014 av Robin Schulz, varav denna låt nått stor internationell framgång.
Han var aktiv från unga år och började skriva texter med hjälp av graffiti om hans dagliga upplevelser som innerstad ungdom. Den 6 augusti 2010 blev Mr. Probz nedskjuten i Amsterdam. Ett halvår efter händelsen hade han en nederländsk hitlåt "Meisje luister" i samarbete med Kleine Viezerik.
Den 16 september 2013 släppte han sitt debutalbum  The Treatment för fri nedladdning via SoundCloud.